# Otto Busse (Schauspieler)
Otto Busse (* 9. Juli 1923 in Osnabrück) ist ein deutscher Schauspieler und Hörspielsprecher.

## Leben
Otto Busse wurde 1923 in Osnabrück geboren. Nach einer Ausbildung zum Verwaltungsangestellten trat er zum 1. April 1942 als Mitglied der Leibstandarte SS Adolf Hitler der Waffen-SS bei und kämpfte an der Front. Zum 1. April 1944 wurde er zum SS-Rottenführer befördert. Nach einer wiederholten schweren Verwundung wurde er nach der Rehabilitation in die alte Reichskanzlei nach Berlin versetzt. Hier im Gästetrakt des privaten Flügels bestand seine Hauptaufgabe im Servieren der Speisen und Getränke für die anwesenden Gäste, zu denen auch Eva Braun gehörte. Um den 20. April 1945, als die Rote Armee immer näher rückte, zog auch Otto Busse mit seiner 18-jährigen Verlobten Inge, die beide am 26. April 1945 von Staatssekretär Werner Naumann im Generalssaal der Reichskanzlei getraut wurden, in den Führerbunker ein. Nach der Trauung konnten sie im Bunker die persönlichen Glückwünsche sowie Geschenke von Adolf Hitler und Eva Braun entgegennehmen. Nach dem Selbstmord Hitlers floh Busse mit seiner Frau aus dem Führerbunker und gelangte über den U-Bahn-Tunnel bis zur Weidendammer Brücke. Er tauschte seine Uniform gegen, in einem Keller gefundene, Zivilsachen und ließ sich später auch von einem Arzt die Haut mit der eintätowierten Blutgruppe, entfernen. Nach dem Ende des Zweiten Weltkriegs tauchte er für zwei Jahre mit einem falschen Namen unter.
Seine Wege führten ihn in die Sowjetische Besatzungszone, wo er in einer Gießerei arbeitete. Nach der Gründung der DDR verdiente er sein Geld als Filmschauspieler bei der DEFA und dem Deutschen Fernsehfunk, dem späteren Fernsehen der DDR, sowie als  Theaterschauspieler am Berliner Maxim-Gorki-Theater. Später wurde der Vater von vier Kindern ein Funktionär im sozialistischen Kulturbetrieb. Eine Mitarbeit im Ministerium für Staatssicherheit der DDR als Inoffizieller Mitarbeiter unter dem Namen Heinz Walter lässt sich auf Grund der vorliegenden Unterlagen auch nachvollziehen.

## Filmografie
- 1960: Silvesterpunsch
- 1960: Begegnung im Zwielicht (Spotkania w mroku)
- 1961: Gewissen in Aufruhr (Fernseh-Fünfteiler, 1 Episode)
- 1961: Das Kleid
- 1962: Freispruch mangels Beweises
- 1962: Die schwarze Galeere
- 1965: Die Abenteuer des Werner Holt
- 1965/1990: Das Kaninchen bin ich
- 1970: Junge Frau von 1914
- 1971: Befreiung (Kino-Fünfteiler, 3 Episoden)
- 1972: Lützower